# 食品ヒット大賞
食品ヒット大賞（しょくひんヒットたいしょう）は、日本食糧新聞社が主催する食品品評会。

## 概要
1982年に日本食糧新聞創刊40周年を記念して設立された。
前年度の食品界において最もヒットした製品を全国のモニター企業からの推薦により選考する。

## 対象
食品ヒット大賞・優秀ヒット賞
1. 1〜12月の一年間に業界に活発な需要を生み出し、流通を潤し、市場を活性化した商品
2. 発売年度は不問
3. 家庭向けの加工食品

ロングセラー賞
1. 戦後に開発され、時代ニーズを先取りし、10年以上にわたりベストセラーの商品

## 歴代受賞製品
優秀ヒット賞受賞製品は多すぎるため割愛

### 食品ヒット大賞
- 1982年度 - 中華三昧（明星食品）・ポカリスエット（大塚製薬）
- 1983年度 - 該当なし
- 1984年度 - タカラcanチューハイ（宝酒造）
- 1985年度 - 該当なし
- 1986年度 -  CI導入と新酵母商品（アサヒビール）・レンジグルメ（ハウス食品）
- 1987年度 - スーパードライ（アサヒビール）
- 1988年度 -  スーパーカップ1.5倍（エースコック）・ファイブミニ（大塚製薬）
- 1989年度 - ダブルソフト（ヤマザキ製パン）
- 1990年度 - 一番搾り（キリンビール）
- 1991年度 - カルピスウォーター（カルピス）
- 1992年度 - ラ王（日清食品）・浅漬けの素（エバラ）
- 1993年度 - キャロット100（伊藤園）・マグヌードル（日清食品）
- 1994年度 - C.C.レモン（サントリー）・すりおろしりんご（宝酒造）
- 1995年度 - 日清Spa王（日清食品）・明治エッセルスーパーカップ（明治乳業）[2]
- 1996年度 - ZERO（ロッテ）[3]
- 1997年度 - ポケモンふりかけ（永谷園）・スーパーホップス（サントリー）[4]
- 1998年度 - 麒麟淡麗（キリンビール）・桃の天然水（日本たばこ産業）[5]
- 1999年度 - はちみつ黒酢ダイエット（タマノイ酢）
- 2001年度 - ダイエット生（サントリー）
- 2004年度 - 伊右衛門（サントリー）
- 2006年度 - 黒烏龍茶（サントリー）
- 2007年度 - 該当なし
- 2008年度 - 該当なし
- 2009年度 - キリンフリー（キリンビール）
- 2010年度 - オールフリー（サントリー酒類）・ラ王背脂コク醤油（日清食品）・辛そうで辛くない少し辛いラー油（桃屋）
- 2011年度 - カップヌードルごはん（日清食品）
- 2012年度 - メッツコーラ（キリンビバレッジ）・マルちゃん正麺（東洋水産）
- 2013年度 - 該当なし
- 2014年度 - 該当なし
- 2015年度 - プロビオヨーグルトPA-3（明治）
- 2016年度 - 該当なし
- 2017年度 - 該当なし
- 2018年度 - 本麒麟（キリンビール）
- 2019年度 - 該当なし
- 2020年度 - 該当なし
- 2021年度 - アサヒスーパードライ 生ジョッキ缶（アサヒビール）
- 2022年度 - 該当なし
- 2023年度 - 該当なし[6]
- 2024年度 - 晴れ風（キリンビール）[7]

### ロングセラー賞
- 1983年度 - シーチキン（はごろも缶詰）、カップヌードル（日清食品）、ワンカップ大関（大関酒造）[8]
- 1984年度 - 江戸むらさき（桃屋）・オロナミンCドリンク（大塚製薬）・ネスカフェゴールドブレンド（ネッスル日本）[8]
- 1985年度 - ネオソフト（雪印乳業）・ミルクコーヒーオリジナルブレンド（UCC上島珈琲）・ほんだし（味の素）[8]
- 1986年度 - エバラ焼肉のタレ（エバラ食品工業）・ミツカンぽん酢（中埜酢店）・クリープ（森永乳業）[8]
- 1987年度 - まるはハムソーセージ（大洋漁業）・バーモントカレー（ハウス食品）・カール（明治製菓）[8]
- 1988年度 - トマトジュース（カゴメ）・チキンラーメン（日清食品）・のりたま（丸美屋食品工業）・ゴールデンカレー（エスビー食品）[8]
- 1989年度 - お茶漬け海苔（永谷園）・サッポロ一番しょうゆ味（サンヨー食品）・アヲハタスイートコーン缶詰（キユーピー）[8]
- 1990年度 - バヤリースオレンジ（アサヒ飲料）・クノールスープ（味の素）・かっぱえびせん（カルビー）[8]
- 1991年度 - きゅうりのキューちゃん（東海漬物）・ポンジュース（愛媛県青果販売農業協同組合連合会）・タヒチカレー缶詰（エム・シーシー食品）[8]
- 1992年度 - ボンカレー（大塚食品）・ネクター（不二家）・ポッカコーヒー（ポッカコーポレーション）[8]
- 1993年度 - ポッキー（グリコ）・リッツクラッカー（ヤマザキナビスコ）・ペヤングソースやきそば（まるか食品）[8]
- 1994年度 - 松茸の味お吸いもの（永谷園）・キッコーマンしょうゆ卓上瓶（キッコーマン）・雪印スライスチーズ（雪印乳業）[8]
- 1995年度 - あさげ（永谷園）・チョコボール（森永製菓）・おまめさん（フジッコ）[2]
- 1996年度 - 明星チャルメラ（明星食品）・明治ブルガリアヨーグルト（明治乳業）・料亭の味（マルコメ）[3]
- 1997年度 - アヲハタ55オレンジマーマレード（キユーピー）・麻婆豆腐の素（丸美屋食品工業）・ポカリスエット（大塚製薬）[4]
- 1998年度 - ゆであずき缶詰（井村屋）・味付けメンマ（桃屋）・とんがりコーン（ハウス食品）[5]
- 2002年度 - カンロ飴（カンロ）・スーパードライ、他
- 2003年度 - ポールウインナー（伊藤ハム）、他
- 2004年度 - 6Pチーズ（雪印メグミルク）、他
- 2006年度 - すし太郎（永谷園）、他
- 2007年度 - プリッツ（江崎グリコ）・揖保乃糸（兵庫県手延素麺協同組合）・金印純正ごま油（かどや製油）・キットカット（ネスレ）
- 2008年度 - ガーナミルク（ロッテ）・マロニー（マロニー）・カロリーメイト（大塚製薬）
- 2009年度 - あずきバー（井村屋）・いいちこ（三和酒類）・お好み焼粉（日清フーズ）・シャウエッセン（日本ハム）
- 2010年度 - プッチンプリン（グリコ乳業）・ベビーチーズ（六甲バター）・カルピスウォーター
- 2011年度 - 雪印コーヒー（雪印メグミルク）・うどんスープ（ヒガシマル醤油）・ウイニー（日本ハム）
- 2012年度 - ポテトチップスのり塩（湖池屋）・本生シリーズ（エスビー食品）・混ぜ込みわかめ（丸美屋）
- 2013年度 - マルちゃん焼きそば3人前（東洋水産）・カレーの王子さま（エスビー食品）・キユーピーハーフ（キユーピー）
- 2014年度 - 赤缶カレー粉（エスビー食品）・ベビースターラーメン（おやつカンパニー）・ゆかり（三島食品）・雪見だいふく（ロッテアイス）・チーズ鱈（なとり）・カラムーチョ（湖池屋）
- 2015年度 - ラー油（エスビー食品）・たべっ子どうぶつ（ギンビス）・BOSCOオリーブオイル（日清オイリオ）
- 2016年度 - 源氏パイ（三立製菓）・白くま（丸永製菓）・柿の種（亀田製菓）・ガリガリ君（赤城乳業）・サトウのごはん（サトウ食品）・煮込みラーメン（永谷園）
- 2017年度 - 流水麺（シマダヤ）・中華名菜（日本ハム）・チョコレート効果（明治）
- 2018年度 - サッポロ一番みそラーメン（サンヨー食品）・果汁グミ（明治）
  - ロングセラー平成貢献賞 - 海苔ピーパック（亀田製菓）・キユーピーノンオイル（キユーピー）・おとなのふりかけ（永谷園）・大きな大きな焼きおにぎり（ニッスイ）・ダブルソフト（山崎製パン）・ノンオイル青じそ（理研ビタミン）
- 2019年度 - 焼きビーフン（ケンミン食品）・肉まんあんまん（井村屋）・すき焼のたれ（エバラ）・ハイチュウ（森永製菓）・黒ラベル（サッポロビール）・緑のたぬき（東洋水産）
- 2020年度 - こめ油（築野食品工業）・アスパラガスビスケット（ギンビス）・チョコモナカジャンボ（森永製菓）・ルマンド（ブルボン）・ チップスター（ヤマザキビスケット）・黒霧島（霧島酒造）
- 2021年度 - ホットケーキミックス（森永製菓）、ブルドック中濃ソース（ブルドックソース）・江戸むらさき ごはんですよ!（桃屋）・野菜生活100シリーズ（カゴメ）・咖喱屋カレー（ハウス食品）
- 2022年度 - すしのこ（タマノイ酢）・ギョーザ（味の素冷凍食品）・農協牛乳（協同乳業）・たけのこの里（明治）・麻婆春雨（永谷園）・タカラcanチューハイ（宝酒造）
- 2023年度 - 昭和天ぷら粉（昭和産業）、カントリーマアム（不二家）、ランチパック（山崎製パン）、ポッカレモン100 70ml（ポッカサッポロフード&ビバレッジ）、氷結（キリンビール）[6]
- 2024年度 - オールレーズン（東ハト）、サッポロ一番カップスター（サンヨー食品）、雪印北海道100さけるチーズ（雪印メグミルク）、コアラのマーチ（ロッテ）[7]

### 特別賞
ロングセラー特別賞
- 2008年度（発売50周年記念特別大賞） - チキンラーメン（日清食品）
- 2012年度（創刊70周年記念） - マルタイラーメン（マルタイ）・あいすまんじゅう（丸永製菓）・北海道100カマンベールチーズ（雪印メグミルク）・つゆの素（にんべん）・焼おにぎり（ニチレイ）
- 2015年度（戦後70年記念） - ホッピー（ホッピービバレッジ）・ミルキー（不二家）・フィッシュソーセージ（ニッスイ）
- 2024年度（昭和100年記念） - 三ツ矢サイダー（アサヒ飲料）[7]

食品ヒット特別賞
- 1991年度 - 永谷園（7年連続受賞と最多受賞を讃えて）

## 日本食糧新聞社が主催するその他の賞
- 新技術･食品開発賞（旧バイオ食品開発賞）
- 食品産業功労賞
- 食品安全安心・環境貢献賞（旧日食・環境資源協力賞）
- 日食優秀食品機械・資材・素材賞
- 業務用加工食品ヒット賞
- 地域食品産業貢献賞